# 싱싱 고향별곡
《싱싱 고향별곡》은 대한민국의 TBC에서 방송하는 교양 텔레비전 프로그램이다.

## 기획 의도
노래따라 발길따라 따르는 트로트 한자락에 실어보는 고향에 우리 마을 시골 어르신분들의 전하는 버라이어티다.

## 방송 일정
| 방송 채널 | 방송 기간              | 방송 시간                  | 비고 |
| --------- | ---------------------- | -------------------------- | ---- |
| TBC       | 2008년 4월 12일 ~ 현재 | 매주 토요일 아침 8시 ~ 9시 |      |

## 진행자

### 현재 진행자
- 한기웅 (기웅 아재)[1] : 2008년 4월 12일 ~ 현재
- 이정영 : 2023년 3월 18일 ~ 현재

### 역대 진행자
- 천단비 (단비 처녀) : 2008년 4월 12일 ~ 2022년 1월 22일
- 최소라 (소라 처녀) : 2022년 6월 4일 ~ 2023년 3월 11일

## 동네
경상북도 기초자치단체 하부 행정 구역인 읍과 면을 리 농어촌 지역을 탐방한다.

## 시청 송출
대구광역시와 경상북도 송출이 가능하며, 인터넷 다시보기 서비스의 대한민국(전국) 전역으로 볼 수 있다.

## 참고 사항
- 대구광역시과 경상북도 지역민을 통해 호평을 얻었으며, 최고 시청률이 16%를 기록하였다.[2]
- 유행어에서 어무이요~ 억수로 반갑네~ 예~, 좋구나~라는 화제를 모았다.
- 유 퀴즈 온 더 블럭의 125회 방송분에서 MC 한기웅이 출연한 바 있다.